# Château du Mézeray
Le château du Mézeray est une demeure du XVIIIe siècle, remanié au tout début du XIXe, qui se dresse sur le territoire de la commune française de Ticheville dans le département de l'Orne, en région Normandie.

## Localisation
Le château est situé à 2 km au nord-ouest de Ticheville, dans le département français de l'Orne.

## Historique
Le château a probablement été achevé en 1714 comme l'atteste la date, encore très lisible, gravée sur le fronton qui surmonte la lucarne centrale de la façade nord, et remanié en 1803.
Depuis 1962, il a donné son nom au haras du Mézeray , dont les prairies occupent une surface de 150 hectares.
Au printemps 1987, la reine d'Angleterre, Élisabeth II, lors d'un voyage privé, y fut reçue.

## Description
Le château se présente sous la forme d'un corps de logis central de plan rectangulaire, flanqué côté sud de deux pavillons symétrique, formant deux ailes, et avec en milieu de façade un avant-corps en légère saillie délimité par un chaînage de pierres moulurées et surmonté d'un fronton. Celui-ci, bâti en briques roses est percé d'une porte, encadrée de pierres moulurées et surmontée d'un arc sculpté. Le logis s'éclaire par des fenêtres superposées sur chacun des deux niveaux et dont les deux lucarnes, en briques et pierres, percées d'un oculus, accentuent la verticalité. Les croisées de l'étage voient leurs appuis supportés par des consoles de pierre en forme de volutes.
Les pavillons bâtis en briques perpendiculairement au corps de logis et couvert chacun d'un toit indépendant à quatre pans, ont des fenêtres dont les linteaux en forme d'arc, rappellent les frontons couronnant les lucarnes du corps de logis.
La façade nord, amplement restaurée, adopte la même disposition, mais de ce côté les ouvertures sont encadrées d'un chaînage de pierre et la façade arbore des panneaux de briques roses où sont dessiné des losanges constitués de brique pratiquement noires. La porte d'entrée surmontée d'un fronton demi-cylindrique dont le tympan est sculpté s'ouvre quant à elle dans un avant corps en pierre calcaire qui occupe uniquement le rez-de-chaussée. Les pavillons sont surmontés de ce côté, sur le faîtage par un clocheton.